# HD 13137
HD 13137，又名BD+53 460，SAO 22993、HR 621，是一颗恒星，视星等为6.31，位于銀經134.48，銀緯-7.25，其B1900.0坐标为赤經2h 3m 24.8s，赤緯+53° -7.25′ 14″。